# Ida (cantante)
Ida Østergaard Madsen, conosciuta semplicemente come Ida (Ringkøbing-Skjern, 28 agosto 1994), è una cantante danese, conosciuta per aver vinto la quinta edizione del format danese del talent show The X Factor.

## Biografia
Nata a Videbæk nel comune danese di Ringkøbing-Skjern, Ida ha svolto le audizioni per la quinta edizione della versione danese di The X Factor cantando Lost di Anouk ed entrando a far parte del team degli under 25, guidato da Pernille Rosendahl. Nella finale a due del 23 marzo 2012 ha ottenuto il 61,7% dei voti, sconfiggendo la sfidante Line e vincendo un contratto con la Sony Music.
Il suo singolo di debutto I Can Be è stato messo in commercio immediatamente dopo la sua vittoria e ha debuttato al primo posto nella classifica settimanale dei singoli più venduti in Danimarca, rimanendo in vetta per tre settimane e trascorrendo un totale di nove settimane nella top 40. Il singolo è stato certificato disco di platino per le 30 000 copie vendute. L'anno successivo Ida ha pubblicato Underdog, nuovo singolo che ha raggiunto l'ottava posizione in classifica, passandovi solo quattro settimane. Un terzo singolo, Maybe I Like It, è uscito ad ottobre dello stesso anno, ma non è andato oltre il trentaseiesimo posto nella classifica danese. Seize the Day, l'album di debutto di Ida, è stato pubblicato il 18 novembre 2013. Ha debuttato al ventesimo posto in Danimarca, per poi scendere al trentatreesimo la settimana successiva prima di sparire totalmente dalla classifica.

## Discografia

### Album in studio
- 2013 – Seize the Day

### Singoli
- 2012 – I Can Be
- 2013 – Underdog
- 2013 – Maybe I Like It